# Fulganco Cardozo
Fulganco Cardozo (sinh ngày 23 tháng 1 năm 1988), thỉnh thoảng bị nhầm lẫn thành "Fulgencio Cardozo", là một cầu thủ bóng đá người Ấn Độ hiện tại thi đấu cho Chennaiyin FC ở Indian Super League và Đội tuyển bóng đá quốc gia Ấn Độ ở vị trí trung vệ.

## Sự nghiệp quốc tế
Carodozo có màn ra mắt cho Ấn Độ khi anh được thay ra cho cầu thủ mới ra mắt khác, Keegan Pereira, trong hiệp hai trước Lào ngày 7 tháng 6 năm 2016. Anh là cầu thủ thứ 509 đại diện cho Ấn Độ. Anh ghi bàn thắng đầu tiên cho Ấn Độ cũng tại trận đấu đó vào phút 87.

### Thống kê quốc tế
Tính đến 7 tháng 6 năm 2016
| Đội tuyển quốc gia | Năm  | Số trận | Bàn thắng |
| ------------------ | ---- | ------- | --------- |
| Ấn Độ              | 2016 | 1       | 1         |

### Bàn thắng quốc tế
Tính đến trận đấu diễn ra ngày 7 tháng 6 năm 2016. Tỉ số của Ấn Độ được liệt kê đầu tiên, cột tỉ số biểu thị kết quả sau mỗi bàn thắng của Cardozo.
| No. | Ngày               | Địa điểm                                             | Số trận | Đối thủ | Tỉ số | Kết quả | Giải đấu                          |
| --- | ------------------ | ---------------------------------------------------- | ------- | ------- | ----- | ------- | --------------------------------- |
| 1   | 7 tháng 6 năm 2016 | Sân vận động Thể thao Indira Gandhi, Guwahati, Ấn Độ | 1       | Lào     | 6–1   | 6–1     | Vòng loại Cúp bóng đá châu Á 2019 |

## Thống kê sự nghiệp

### Câu lạc bộ
Tính đến 30 tháng 5 năm 2015
| Câu lạc bộ          | Mùa giải            | Giải vô địch | Giải vô địch | Cúp Liên đoàn | Cúp Liên đoàn | AFC     | AFC       | Tổng cộng | Tổng cộng |
| Câu lạc bộ          | Mùa giải            | Số trận      | Bàn thắng    | Số trận       | Bàn thắng     | Số trận | Bàn thắng | Số trận   | Bàn thắng |
| ------------------- | ------------------- | ------------ | ------------ | ------------- | ------------- | ------- | --------- | --------- | --------- |
| Salgaocar           | 2012–13             | 18           | 0            | 2             | 0             | –       | –         | 20        | 0         |
| Salgaocar           | 2013–14             | 4            | 0            | 1             | 0             | –       | –         | 5         | 0         |
| Dempo               | 2014–15             | 12           | 0            | 5             | 0             | –       | –         | 17        | 0         |
| Tổng cộng sự nghiệp | Tổng cộng sự nghiệp | 34           | 0            | 8             | 0             | 0       | 0         | 42        | 0         |

## Danh hiệu

### Câu lạc bộ
Chennaiyin FC
- Indian Super League: 2017-18 Champions